# Kwiaty grzechu (manhwa)
Kwiaty grzechu (kor. 악의 꽃) – manhwa napisana i zilustrowana przez Lee Hyeon-sook. Składa się z siedmiu tomów.

## Opis fabuły
Se‑Wa i Se‑Joon to bliźnięta. Od zawsze byli nierozłączni i często, gdy byli mali, wiele osób miało trudności z rozróżnieniem ich. Pewnego dnia Se‑Wa zachorowała i musiała przejść zabieg przeszczepu serca. Po tym incydencie jeszcze bardziej zbliżyła się do brata. Se‑Wa, mimo swojej niezwykłej urody, nie pragnie zostać popularna. Chce jedynie już zawsze spędzać każdą chwilę ze swoim bratem, w którym jest zakochana.

## Postacie
- Se‑Joon Eun – brat Se‑Wa. Był zakochany w swojej siostrze i próbował doprowadzić ją do szaleństwa na jego punkcie. Poprzez rozpowszechnianie plotek o Se‑Wa, chciał, aby dziewczyna całkowicie polegała na nim i była mu oddana. Jednak w życiu publicznym chciał pokazać, że próbuje odizolować się od swojej siostry (m.in. zaczął chodzić z Su-In).
- Se‑Wa Eun – siostra Se‑Joona. Gdy była mała, przeszła zabieg przeszczepu serca, gdyż jej było bardzo słabe. Była bardzo zakochana w swoim bracie, lecz kiedy on odrzucił ją, zaczęła mieć bliższe stosunki z Gi‑Hoon, który był nią zainteresowany.